# Раппорт, Рихард
Ри́хард Ра́ппорт (венг. Rapport Richárd; род. 25 марта 1996, Сомбатхей) — венгерский (ранее — румынский) шахматист, гроссмейстер (2010). Чемпион Венгрии (2017), чемпион Европы по рапиду (2013), победитель второго этапа Гран-при ФИДЕ 2022, участник турнира претендентов 2022.

## Биография

### Ранние достижения
Раппорт родился в Сомбатхее в семье экономистов Тамаша Раппорта и Эржебет Мороц. Научился играть в шахматы в 4 года у своего отца. В 2006 году выиграл чемпионат Европы до 10 лет.
В марте 2010 года на Gotth’Art Kupa в Сентготтхарде выполнил последнюю норму для звания гроссмейстера, также набрал необходимый рейтинг. Он финишировал после своего тренера Александра Белявского, разделив 2-3 места с Лайошем Портишем. В возрасте 13 лет, 11 месяцев и 6 дней стал самым молодым венгерским гроссмейстером (предыдущий рекорд принадлежал претенденту на титул чемпиона мира Петеру Леко) и 5-м самым молодым гроссмейстером в истории шахмат на тот момент.
В декабре 2016 года Раппорт занимал 1-е место в мире среди юниоров (2717), а Вэй И — второе (2707). Они сыграли матч из классических и блиц-партий, где на армагеддоне победу одержал Раппорт.

### Карьера
22 января 2017 года, будучи аутсайдером Вейк-анн-Зее 2017, одержал уверенную победу в 33 хода над чемпионом мира Магнусом Карлсеном. Она стала единственной в турнире.
Дошёл до четвертьфинала Кубка мира 2017, проиграв Дин Лижэню.
В 2020 году Раппорт выиграл турнир в Даньчжоу, набрав на ½ больше, чем у Дин Лижэня.
Позже Раппорт помогал Дин Лижэню во время матча за звание чемпиона мира с Яном Непомнящим. Он играл с ним тренировочные игры на lichess.org, что и выяснилось, когда Дин Лижэнь в 8-й партии матча разыграл такой же дебют.
В декабре 2023 года занял 3-е место на Мемориале Гашимова.

### Личная жизнь
В 2016-м году женился на Йоване Воинович. С тех пор пара живёт вместе в Белграде.